# Посёлок 2-го отделения совхоза «Победа»
Посёлок 2-го отделе́ния совхо́за «Побе́да» — посёлок в Острогожском районе Воронежской области.
Входит в состав Гниловского сельского поселения.

## Население
| 2000 | 2005 | 2010 |
| ---- | ---- | ---- |
| 588  | ↘541 | ↘536 |

## Улицы
| - ул. Беговая, - ул. Луговая, - ул. Молодёжная, - ул. Нижняя, | - ул. Полевая, - ул. Свободы, - ул. Строительная. |

## Инфраструктура
В посёлке расположены «Острогожская птицефабрика» и торговый дом «Острогожск».